# Galesauridae
I Galesauridae, insieme alla famiglia Thrinaxodontidae e al largo clade Eucynodontia (che comprende i mammiferi) comprendono il taxon chiamato Epicynodontia. I Galesauridi apparvero per la prima volta nel tardo Permiano, appena un milione di anni (o forse solo un migliaio di anni) prima dell'Estinzione di massa del Permiano-Triassico.
I Galesauridi sono i più primitivi fra gli Epicynodontia. Potrebbero aver somigliato ai cinodonti di base, come i procinosuchidi e potrebbero essere stati i discendenti di un antenato simile procinosuchide, ma i galesauridi erano più avanzati dei cinodonti di base. È chiaro che, come molti altri epicinodonti, molti galesauridi avevano un palato secondario completo, che permetteva loro di inghiottire il cibo mentre respiravano, e le ossa dentarie si erano ingrossate rispetto a quelle dei loro antenati. Le loro ossa temporali sono molto più grandi di quelle dei procinosuchidi, ma non come quelle di epicinodonti più avanzati. I loro musi sono larghi, piuttosto che alti, ed essi avrebbero potuto camminare eretti, con le zampe sotto il corpo come nella maggior parte degli altri cinodonti.
I fossili di Galesauride sono stati trovati in quasi tutto il mondo. Furono tra i sopravvissuti della Estinzione di massa del Permiano-Triassico, ma si estinsero nel Triassico medio, insieme ai therocephalia. Uno dei generi più notevoli della famiglia dei Galesauridi è Galesaurus.